# Hubertusburgi béke
A hubertusburgi béke a hétéves háborút lezáró megállapodás, amelyet 1763. február 15-én kötött meg Mária Terézia osztrák uralkodó főhercegnő és II. (Nagy) Frigyes porosz király, továbbá Svédország, Francia Királyság, Szászország, Orosz Birodalom képviselői. A tárgyalás és a békekötés helyszíne a wermsdorfi Hubertusburg vadászkastély volt, Északkelet-Szászországban.

## A béke tartalma
- Ausztria lemondott Sziléziáról és Glatz Grófságról(wd).
- A felek biztosították egymás birtokait és kereskedőinek kedvezményeit; a megszállt területeket 21 napon belül ki kellett üríteni; a hadifoglyokat kicserélték, a Glatz Grófságból elköltözőket mentesítették az elvándorlási adó fizetése alól.
- Sziléziában a poroszok biztosították a katolikus vallás szabad gyakorlását.
- II. Frigyes, mint Brandenburg választófejedelme ígéretet tett, hogy a császárválasztáson Mária Terézia fiát, József főherceget, (a későbbi II. Józsefet) támogatja.
- II. Frigyes Ágost szász választófejedelem (III. Ágost néven lengyel király) szabad átjárást kapott Szilézián át Lengyelországba.

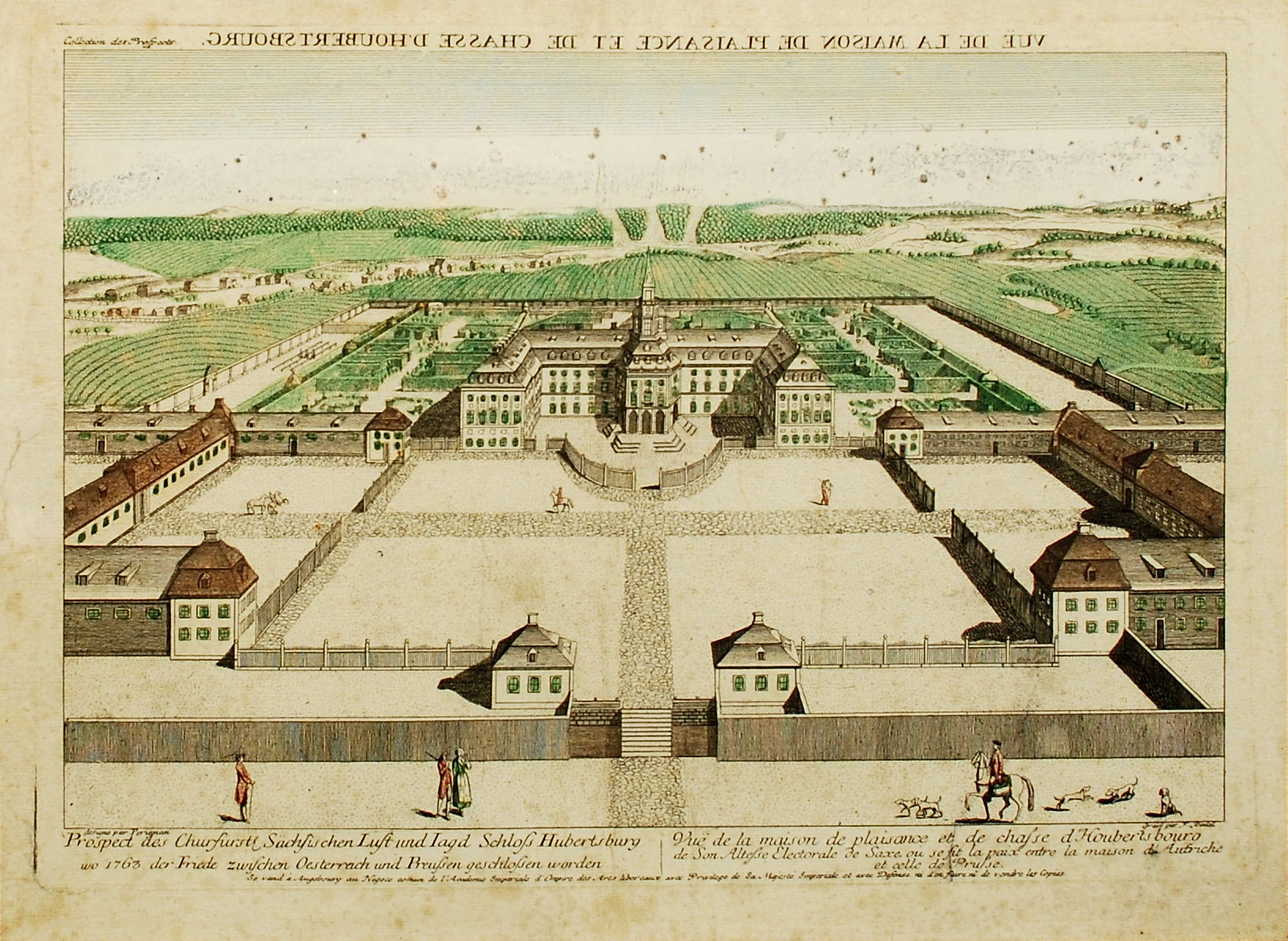
Hubertusburg kastély (korabeli metszet)
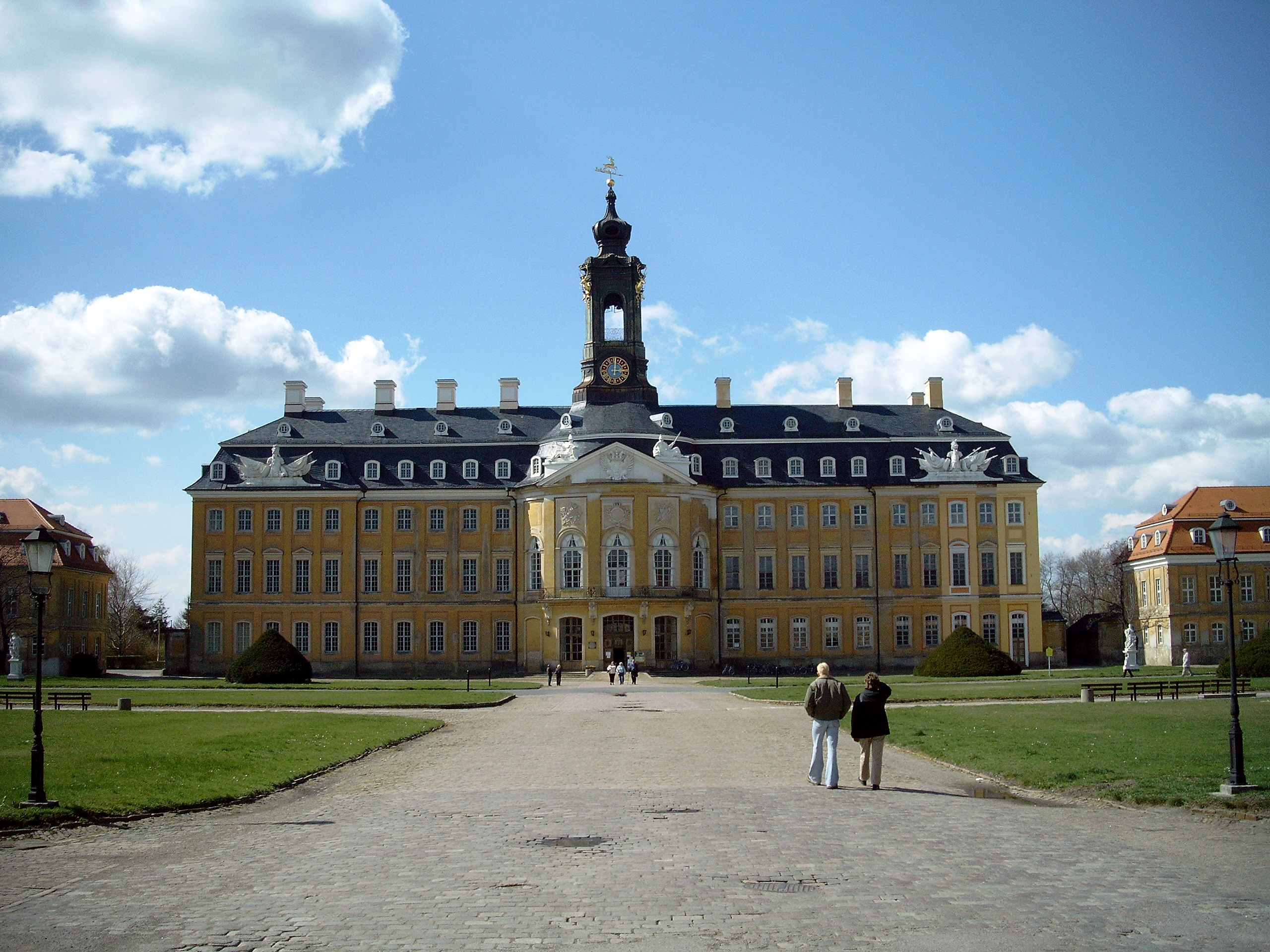
Hubertusburg kastély (Szászország)
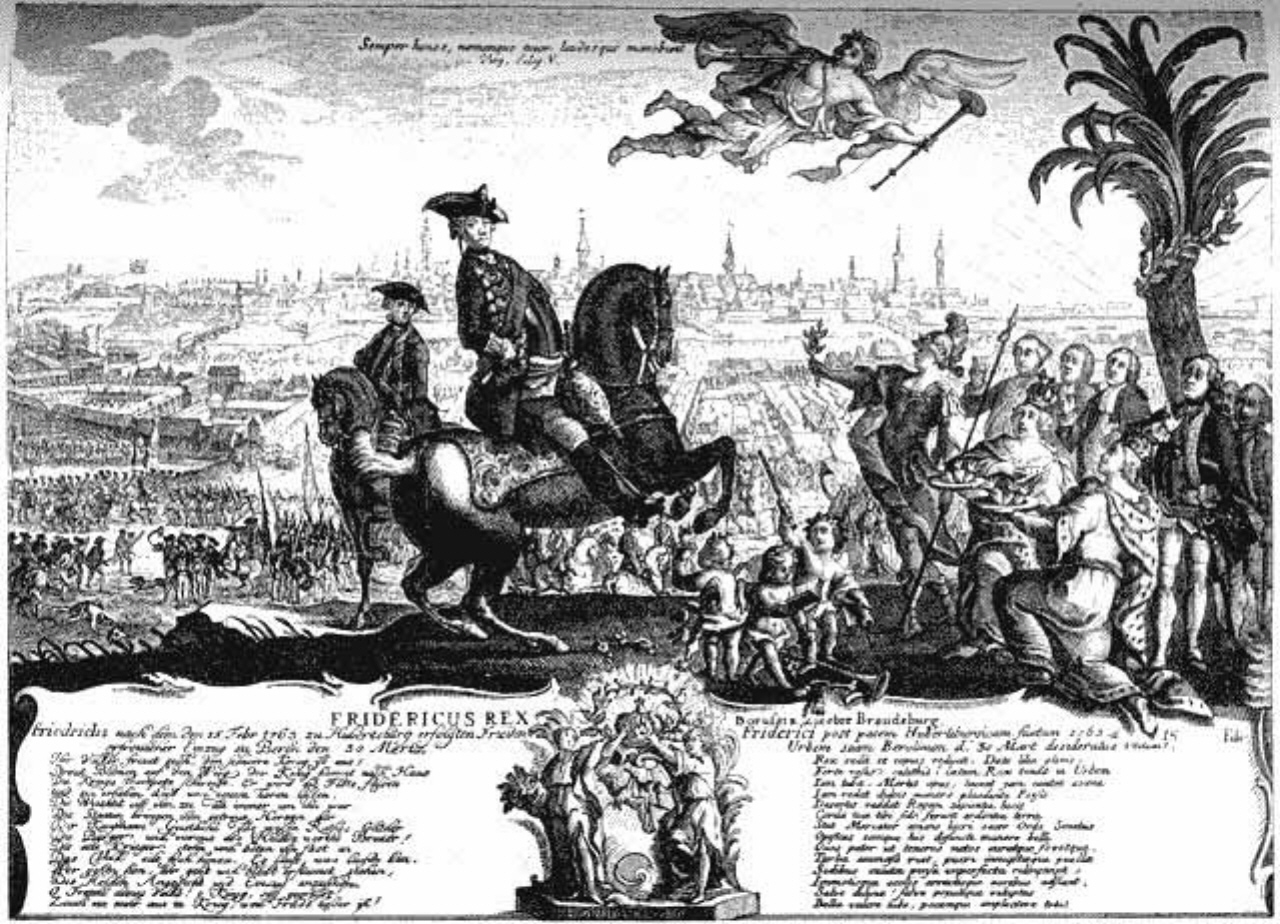
A győztesként hazatérő Nagy Frigyes ünneplése Berlinben
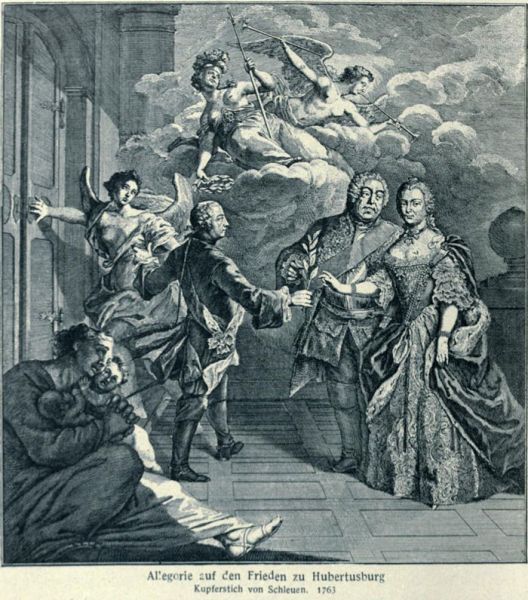
Johann David Schleuen: A hubertusburgi béke allegóriája (rézkarc)